# 西本町 (太田市)
西本町（にしほんちょう）は、群馬県太田市にある地名（町丁）。郵便番号は373-0033。

## 概要
太田地区にある町丁。

## 地理

### 西本町内の区
西本町（太田地区）の行政区の一覧。
| 地区     | 行政区 | 読み           | 区域       |
| -------- | ------ | -------------- | ---------- |
| 太田地区 | 西本町 | にしほんちょう | 西本町全域 |

### 近隣町丁
- 大島町
- 藤阿久町
- 浜町
- 本町
- 八幡町

## 世帯数と人口
2022年（令和4年）3月31日現在の世帯数と人口は以下の通りである。
| 町丁   | 世帯数  | 人口   |
| ------ | ------- | ------ |
| 西本町 | 805世帯 | 1620人 |

## 小・中学校の学区
市立小・中学校に通う場合、学区は以下の通りとなる。
| 番地           | 小学校             | 中学校           |
| -------------- | ------------------ | ---------------- |
| 西本町（全域） | 太田市立太田小学校 | 太田市立西中学校 |

## 交通

### 鉄道
北部に東武桐生線、南部に東武伊勢崎線が通っており、挟まれている。町内に鉄道駅はない。

### 道路
- 群馬県道78号太田大間々線

## 施設
- 本島総合病院
- 群馬県立太田高等学校
- ぐんま国際アカデミー初等部